# Winiary (przedsiębiorstwo)
Oddział Nestlé Polska S.A. w Kaliszu (dawne Winiary) – jeden z największych zakładów przetwórstwa spożywczego w Polsce.
Obecnie produkujący ponad 650 wyrobów, m.in.: majonezy, sosy majonezowe, dressingi, buliony w kostkach, przyprawy płynne, dania gotowe i instant, zupy, sosy, budynie, galaretki, kisiele, kaszki dla dzieci. Niektóre po raz pierwszy w Polsce, jak np. makaron z sosem czy dania w 5 minut.

## Nazwa
Na przestrzeni lat zmieniała się nazwa fabryki. I tak były to:
- 1941 r. – Nährmittelfabrik Alfred Nowacki[3]
- 1946 r. – Państwowe Zakłady Żywnościowe „Winiary”,
- 1950 r. – Zakłady Żywnościowe „Winiary” w Winiarach (podlegające Zjednoczeniu Przemysłu Surogatów Kawowych i Namiastek Spożywczych w Warszawie, od 1951 pod Kaliskie Zakłady Środków Odżywczych),
- 1960[potrzebny przypis] r. – Kaliskie Zakłady Koncentratów Spożywczych „Winiary”.
- 1995 r. – fabryka funkcjonuje jako kaliski Oddział Nestlé Polska S.A.

Pomimo tych różnych nazw marka firmowa „Winiary” pozostała bez zmian.

## Historia
Pierwsza fabryka przetworów spożywczych powstała w październiku 1941 r. Stworzył ją wówczas w podkaliskiej wsi Winiary Alfred Nowacki – Niemiec polskiego pochodzenia. Jako bazę wykorzystał nieczynny browar wraz z gorzelnią (dobudowaną pod koniec XIX wieku przez Karola Schlössera), a także tereny, których wcześniej właścicielem był Leon Jedwab. Fabryka otrzymała nazwę Nährmittelfabrik. W latach 1941–1945 zarząd nad nią sprawowali Niemcy, a produkcja była ukierunkowana całkowicie na zaspokojenie potrzeb armii niemieckiej.
22 stycznia 1945 r. Niemcy opuścili fabrykę. 23 stycznia Kalisz został wyzwolony i pracownicy fabryki błyskawicznie rozpoczęli przygotowania do wznowienia produkcji żywności, zawiązali spółdzielnię. Produkcję podjęto już w lutym 1945 r.
Na mocy ustawy Krajowej Rady Narodowej z dnia 3.01.1946 r. o przejęciu na własność Państwa podstawowych gałęzi gospodarki narodowej i Dekretu Rady Ministrów z mocą ustawy z dnia 20.12.1946 r. o zmianie ustawy z dnia 3.01.1946 r. o przejęciu na własność Państwa podstawowych gałęzi gospodarki narodowej, decyzją Ministra Przemysłu Rolnego i Spożywczego zakład przeszedł na własność państwa i przyjął nazwę Zakłady Żywnościowe Winiary w Winiarach, a od 1960 r. były to Kaliskie Zakłady Koncentratów Spożywczych „Winiary”.
1 września 1994 r. na mocy ustawy o prywatyzacji przedsiębiorstw państwowych fabryka została jednoosobową spółką Skarbu Państwa pod nazwą Kaliskie Zakłady Koncentratów Spożywczych „Winiary”. Zrodziła się wówczas również inicjatywa załogi, by sami pracownicy sprywatyzowali firmę. Na liście założycieli znalazło się 1500 pracowników, a prezesem został ówczesny dyrektor – Karol Mądrowski. Ostatecznie pomysł załogi nie został zrealizowany i podjęto decyzję o sprywatyzowaniu zakładu. Resort przekształceń odrzucił metodę likwidacyjną, a wybrał kapitałową. Prywatyzacją zainteresowało się wiele firm spożywczych. Prasa podawała, że było ich 11. Proponowany tryb zbycia akcji wymagał zgody Rady Ministrów. Ostatecznie Komitet Ekonomiczny Rady Ministrów przedstawił Radzie Ministrów Wniosek ministra skarbu państwa o wyrażenie zgody na niepubliczny tryb zbycia akcji spółki Kaliskie Zakłady Koncentratów Spożywczych „WINIARY” S.A. z siedzibą w Kaliszu, stanowiących własność Skarbu Państwa, poprzez ich sprzedaż koncernowi NESTLÉ S.A. z siedzibą w Vevey (w kantonie Vaud – Szwajcaria).
W lipcu 1995 r. nastąpiło zbycie części akcji Skarbu Państwa na rzecz NESTLÉ S.A. oraz Banku Handlowego w Warszawie. NESTLÉ nabyła 45% kapitału akcyjnego, natomiast Bank Handlowy 10%, Skarbowi Państwa pozostało 45% kapitału akcyjnego. W czerwcu 1998 r. NESTLÉ S.A. odkupiła akcje Kaliskich Zakładów Koncentratów Spożywczych „WINIARY” S.A. od Banku Handlowego, następnie w wyniku nieodpłatnego udostępnienia akcji uprawnionym pracownikom i rolnikom udział Skarbu Państwa zmniejszył się. Nestlé odkupiła akcje od Skarbu Państwa. Skarb Państwa w 2000 r. posiadał już tylko 1,1% kapitału akcyjnego spółki, pozostawiony w związku z tworzeniem rezerwy reprywatyzacyjnej, natomiast Nestlé już mająca 97,7% złożyła propozycję wykupienia reszty.
Na początku 2001 r. WINIARY S.A. stały się Oddziałem Nestlé Polska S.A. z zachowaniem znaku firmowego Winiary. Szwajcarski koncern Nestlé jest wiodącym producentem artykułów żywnościowych na świecie.

## Zatrudnienie
W 1946 r. w fabryce zatrudnionych było około 300 osób. W miarę rozwoju zakładu wzrastała potrzeba powiększenia liczebności załogi. I tak np. w 1974 r. było to około 1400 osób, w 1995 r. około 1500, w 1996 r. około 1600. Do zespołu dołączano cudzoziemców – specjalistów w danych dziedzinach, którzy po uzyskaniu zgody Urzędu Pracy na zatrudnienie w Polsce dzielili się doświadczeniem i współtworzyli strategię rozwoju zakładu. Obecnie liczba zatrudnionych to niemal 1000 osób, a obok pracowników etatowych zatrudniani są również pracownicy sezonowi.
Kaliska fabryka Nestlé Polska S.A. to jeden z najlepszych pracodawców w regionie, troszczący się nie tylko o produkt, ale i o załogę, inwestując w jej rozwój. Potwierdzeniem jest wynik konkursu realizowanego przez Państwową Inspekcję Pracy: Pracodawca – organizator pracy bezpiecznej. Motto konkursu to: Ze mną będziesz najbezpieczniejszy. W 2012 r. Zakład Nestlé Polska S.A. Oddział w Kaliszu został jego laureatem. Komisja wzięła pod uwagę, obok sumiennego przestrzegania przepisów prawa, tworzenie bezpiecznych i ergonomicznych miejsc pracy. Nestlé na potrzebę tworzenia dobrych, przyjaznych warunków pracy wdrożyło System BBS (ang. Behavioral Based Safety - Bezpieczeństwo oparte na zachowaniach). W jego ramach od 2008 r. prowadzony jest system rozmów SUSA (ang. Safe and Unsafe Acts - Bezpieczne i Niebezpieczne Zachowania). W Nestlé opracowano, korzystając z norm krajowych oraz zagranicznych, programy: System Zarządzania Bezpieczeństwem i Higieną Pracy, Zintegrowany System Zarządzania Nestlé (ang. Nestlé Integrated Management System, NIMS) i Program Ciągłego Doskonalenia (ang. Nestlé Continuous Excellence).

## Produkcja
W czasie wojny zakład miał zabezpieczać żywność dla wojska niemieckiego. Produkowano przede wszystkim koncentraty warzywne, susz warzywny i zupy. Suszono również owoce.
Po wojnie i po upaństwowieniu fabryki w dalszym ciągu wytwarzano susze warzywne, płynne przyprawy do zup, zupy w proszku i kostki bulionowe. Ale poszerzono produkcję o sosy, budynie, kisiele, napoje. Zaczęto również modernizować zakład, powstała nowa suszarnia warzyw, kotłownia, stacja zmiękczania wody i laboratorium.
W latach 60. XX wieku do oferty dodano koncentraty obiadowe i pomidorowe.
Od 1970 r. nastąpił dynamiczny rozwój Winiar. Wybudowano nowe budynki produkcyjne, a w zakładzie pojawiły się kolejne maszyny pakujące. Powstał wydział suszarni i liofilizacji, produkowano konserwy dla dzieci. W 1974 r. rozpoczęto produkcję majonezu dekoracyjnego – produktu wielokrotnie nagradzanego i od lat najbardziej preferowanego przez konsumentów.
W latach 80. XX w. znacznie poszerzono ofertę. W produkcji Winiar w tym czasie odnaleźć można: chrupki, wody gazowane, pasztety, pasty kanapkowe czy gotowe dania obiadowe w puszkach, konserwy warzywno-mięsne. Bogatsza oferta wymusiła konieczność wybudowania nowoczesnej suszarni, którą oddano do użytku w 1986 r. W samej suszarni pracowało 120 osób.
W latach 90. XX w. zaproponowano dodatkowo majonezy o niskiej zawartości tłuszczu, makarony. Codziennie na rynek trafiało wówczas ok. 250 ton wyrobów.
Obecnie roczny tonaż produkcji to ponad 90 000 ton, fabryka wytwarza ponad 600 produktów, w tym słynny tradycyjny barszcz czerwony Winiary oraz majonez dekoracyjny. Portfolio produktów jest sukcesywnie urozmaicane o nowe propozycje, które są zgodne z najnowszymi trendami żywieniowymi i potrzebami współczesnych konsumentów.
Zakład wielokrotnie przechodził modernizację, dzięki czemu mogły pojawiać się na rynku nowe produkty. Już w pierwszych latach po zawarciu umowy Nestlé S.A. Polska wprowadzono różnorodne nowoczesne technologie w produkcji żywności. Wartość inwestycji wyniosła 60 mln. dolarów amerykańskich, co stanowiło o 30 mln. więcej niż przewidywała umowa prywatyzacyjna. Unowocześniono wszystkie wydziały produkcyjne m.in. zup, przypraw w płynie, kaszek dla dzieci czy deserów. Stworzono nową linię do produkcji majonezu dekoracyjnego. Modernizacji poddano również magazyny surowców i wyrobów gotowych. Wprowadzono automatyzację, dzięki czemu polepszono warunki pracy. Unowocześniono system marketingu, promocji i sprzedaży. Zadbano o estetykę opakowań. Dziś kaliska fabryka Nestlé Polska S.A to nowoczesny zakład stanowiący wizytówkę Kalisza, zakład, który nieustannie inwestuje w rozwój produkcji poprzez zastosowanie najnowszych technologii bazujących na cyfryzacji i robotyce.

## Twórcy, prezesi, dyrektorzy
Osoby zarządzające fabryką:
1. Alfred Nowacki był Niemcem polskiego pochodzenia, działał w ruchu oporu, żołnierz Armii Krajowej, zaprzysiężony pod pseudonimem „Piąty”. Pomagał zagrożonym prześladowaniem Polakom, np. ukrywał ich w fabryce, dzięki zatrudnieniu uchronił wielu od wywózki do pracy w Reichu, wspierał rodziny aresztowanych, wysyłał paczki żywnościowe. W zakładzie zorganizował stołówkę, dożywiał pracowników. Został aresztowany w marcu 1944 r., a 19 stycznia o g. 14. – cztery dni przed wkroczeniem Rosjan – w lesie skarszewskim rozstrzelany przez Niemców wraz z 56. członkami polskiego ruchu oporu. Wśród nich była duża grupa działaczy pochodzenia niemieckiego.
2. Po wojnie funkcję dyrektora fabryki pełnili m.in. Jan Gerlicz, Edward Kwaśnik oraz Kazimierz Sznelewski.
3. Karol Mądrowski – od 1979 r., najdłużej urzędujący, pracujący na różnych stanowiskach: dyrektora fabryki, Prezesa Zarządu KZKS (od września 1994 r.), w styczniu 2000 r. został Wiceprezesem Zarządu KZKS, a rok później zastępcą Dyrektora Oddziału, funkcję tę pełnił do czasu przejścia na emeryturę w 2007 r. Całe swoje zawodowe życie związał z zakładem Winiary.
4. John Brunner – 1999 r. – 2000 r.
5. Jacques Maillart – 2001 r. – 2004 r.
6. Alexander Knoch – 2005 r. – 2007 r.
7. Marcus Froehlich – 2007 r. – 2011 r.
8. Maciej Klęczek – 2011 r. – 2015 r.
9. Tomasz Lazarowicz – 2015 r. – 2020 r.
10. Dariusz Put – od 01.05. 2020 r. i obecnie.

## Działalność na rzecz Kalisza
Nestlé Polska S.A. wspiera wiele inicjatyw miasta. Istotną aktywnością jest dbałość o środowisko. Nestlé przeznacza duże kwoty na jego ochronę. Wybudowano instalację do napowietrzania ścieków, a wsie położone w okolicach zakładu mogły liczyć na pomoc finansową przy budowie wodociągów. Regularnie każdego roku pracownicy sprzątają las Winiarski. Co roku na terenie Kalisza, w ramach zadrzewiania, sadzone są drzewa zakupione przez zakład.
Nestlé Polska S.A. uczestniczy w wielu działaniach charytatywnych, wspiera aktywność sportową kaliszan, m.in. jako główny sponsor Międzynarodowego Biegu Ulicznego Ptolemeusza.

## Nagrody
- 1995 r. zakład został wpisany na listę laureatów Złotych Asów za najwyższą jakość wyrobów, solidność i rzetelność w biznesie.
- 1995 r. dressing Tysiąca wysp nagrodzony na „Polagrze 95”.
- 1996 r. w konkursie ministra Rolnictwa i Gospodarki Żywnościowej zupy krem szparagowa i pieczarkowa uznane zostały za Najciekawszy wyrób roku.
- 1996 r. zupy instant otrzymały nagrodę na „Kalgrosie 96”.
- 1998 r. (styczeń) Polskie Centrum Badań i Certyfikacji nadało znak najwyższej jakości- Q majonezowi dekoracyjnemu.
- 1998 r. (maj) Fundacja Polskiego Godła Promocyjnego „Teraz Polska” wyróżniła majonez dekoracyjny.
- 1998 r. w Ogólnopolskim Rankingu Konsumentów Magazynu „Malwa” majonez dekoracyjny otrzymał jedną z głównych nagród – Srebrną Malwę.
- 1998 r. Polish Promotion Corporation wyróżniło Winiary Złotym i Srebrnym Asem za wyroby.
- 2001 r. Polskie Centrum Badań i Certyfikacji przyznało Złotą Statuetkę za jakość kaliskich wyrobów Oddziałowi Nestlé Polska S.A. (nagrodę wręczono podczas Targów Rolno- Przemysłowych „Polagra 2001”).
- W latach 2002–2003 jeden z produktów Winiar („majonez dekoracyjny”) otrzymał kilka nagród w konkursach branży spożywczej.
- 2012 r. – zakład wyróżniony tytułem lider wśród wielkopolskich przedsiębiorstw zatrudniających ponad 250 pracowników w konkursie Pracodawca organizator pracy bezpiecznej.
- 2012 r. marka Winiary została laureatem tytułu Superbrand (wyróżnienie przyznano marce po raz czwarty).
- 2013 r. zakład uzyskał I miejsce w konkursie Solidarni, Gospodarni, Bezpieczni w Pracy.
- 2013 r. nagrodę Haliny Krahelskiej otrzymał dyr. Maciej Klęczek za szczególne osiągnięcia w zakresie ochrony pracy i zdrowia w środowisku pracy.
- 2020 r. – nagroda w XIII edycji konkursu pod honorowym patronatem Prezydenta RP Pracodawca Przyjazny Pracownikom, przyznana na wniosek NSZZ Solidarność.